# Gina Bellman
Gina Bellman (Auckland, 10 juli 1966) is een Nieuw-Zeelandse actrice. Haar ouders zijn joods van Russische en Poolse afkomst die omstreeks 1950 naar Nieuw-Zeeland emigreerden. In 1977 verhuisde de familie naar Engeland.
Na haar debuut in Grange Hill in 1984 ging zij in allerlei televisie-series optreden, waaronder Blackeyes, Coupling, Waking the Dead, Jonathan Creek en andere producties.
Nu is zij te zien in de televisieserie Leverage waar zij de zwendelaarster Sophie speelt naast Timothy Hutton.

## Filmografie
- Leverage: 23 episodes 2008-heden) [Als Sophie Devereaux}
- The Wrong Door: The Smutty Aliens (2008) 2 episodes [Als Jill]
- Nearly Famous: (2007) 2 episodes [Als Traci Reed]
- Heroes and Villains: Napoleon (2007) (TV) [Als Catherine Carteaux]
- Permanent Vacation (2007) [Als Kathleen Bury]
- Jekyll: (2007) 6 episodes [Als Claire Jackman]
- Hotel Babylon: (2007) TV Episode [Als Marina Stoll]
- Zerophylia (2005) [Als Sydney]
- The Last Detective: Friends Reunited (2005) TV Episode [Als Caroline]
- Coupling: (2000-2004) 28 episodes [Als Jane Christie]
- Waking the Dead: Final Cut: Part 1 & 2" (2003) TV Episode [Als Frannie Henning]
- Sitting Ducks (2003) [Als Christine]
- Married/Unmarried (2001) [Als Amanda]
- Subterrain (2001) [Als Junkie Spirit]
- Seven Days to Live (2000) [Als Claudia]
- Paranoid (2000/I) [Als Eve]
- Jonathan Creek: Ghost's Forge (1999) TV Episode [Als Samantha]
- Ted & Ralph (1998) (TV) [Als Henrietta Spain]
- David (1997) (TV) [Als Michal]
- Sharman: (1996) TV Episode [Als Kiki]
- Silent Trigger (1996) [Als Clegg]
- Little Napoleons (1994) TV mini-serie
- Horse Opera (1993) (TV) [Als Sandra/Marion]
- Leon the Pig Farmer (1992) [Als Lisa]
- Vsetko co mam rad (1992) [Als Ann]
- The Storyteller: Greek Myths: Orpheus & Eurydice (1991) TV Episode [Als Eurydice]
- Secret Friends (1991) [Als Helen]
- Blackeyes: (1989)4 TV Episodes [Als Blackeyes]
- Only Fools and Horses: The Unlucky Winner Is... (1989) TV Episode [Als Carmen]
- Mussolini: The Untold Story (1985) TV mini-serie [Als Gena Ruberti]
- King Davd als Tamar
- Grange Hill (1984) 3 episodes als Trudy
- Into the Labyrinth: Phantom (1984) TV Episode [Als Christine]

- Bibliothèque nationale de France: cb141545290 (data)
- Gemeinsame Normdatei: 1085676218
- International Standard Name Identifier: 0000 0003 6594 8014
- Library of Congress Control Number: nr2004012240
- Nationale Bibliotheek van Israël: 987007451814305171
- Système universitaire de documentation: 16414661X
- Virtual International Authority File: 230357353
- WorldCat: E39PCjCCJwfW7mp47xgbQ3dqQq